# Comuna Antonivka, Hornostaiivka
Antonivka (în ucraineană Антонівка) este o comună în raionul Hornostaiivka, regiunea Herson, Ucraina, formată din satele Antonivka (reședința) și Zirka.

## Demografie
Componența lingvistică a comunei Antonivka
     Ucraineană (93,91%)
     Rusă (4,85%)
     Alte limbi (0,14%)
Conform recensământului din 2001, majoritatea populației comunei Antonivka era vorbitoare de ucraineană (93,91%), existând în minoritate și vorbitori de rusă (4,85%).